# Maddy Thorson
Maddy Thorson (18 de marzo de 1988) es una desarrolladora de videojuegos canadiense. Se la conoce por ser una de las creadoras de los videojuegos TowerFall y Celeste, desarrollados bajo su estudio Maddy Makes Games (previamente llamado Matt Makes Games). Desde septiembre de 2019, Thorson ha cerrado de manera efectiva Maddy Makes Games para relanzar su equipo bajo Extremely OK Games.

## Vida personal
Thorson nació el 18 de marzo de 1988, recibiendo el nombre Matt Thorson. Fue a la universidad en Grande Prairie Regional College en Alberta, Canadá, donde estudió informática. Durante un verano de su periodo universitario trabajó en HermitWorks Entertainment, un estudio de desarrollo de videojuegos local.
Thorson es una persona no-binaria, lo cual declaró en julio de 2019. Alrededor de 2020, Thorson adoptó el nombre Maddy sobre su nombre de nacimiento.

## Carrera

### Helix Games / Maddy Makes Games

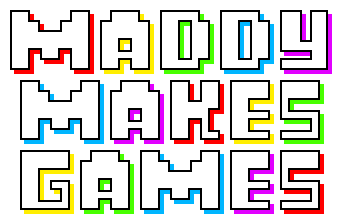
Logotipo del estudio Maddy Makes Games

Alrededor de los catorce años, la madre de Thorson le ayudó a adquirir una copia de Game Maker, una herramienta de software para ayudar a desarrollar videojuegos. Al trabajar con Game Maker, se puso en contacto con otras personas en foros online que también estaban interesadas en crear juegos, incluido Chevy Ray Johnston. Thorson desarrolló una serie de pequeños juegos de paga-lo-que-quieras a través de Game Maker en la escuela secundaria y en la universidad, incluyendo Jumper y varias secuelas, FLaiL y An Untitled Story . Varios de sus juegos fueron descritos como "masocore", juegos masoquistas que eran extremadamente difíciles de completar para el jugador; Thorson sintió que su objetivo no era hacer que sus juegos fueran casi imposibles, sino hacer juegos que ayudaran a dirigir al jugador a mejorar a sí mismo para que el jugador pudiera superar los desafíos que le plantearan. Los primeros juegos se publicaron bajo el nombre de "Helix Games", pero en abril de 2008, lo rebautizó como "Matt Makes Games", considerando el nombre como una marca más importante para su trabajo.
El objetivo de Thorson en la universidad era obtener un título en programación informática y unirse a un gran estudio de desarrollo de juegos, pero a medida que avanzaba, se dio cuenta de que aún podía hacer videojuegos sin la necesidad de afiliarse a un estudio. Después de su graduación, Thorson se mudó a un apartamento de Vancouver con Johnson, donde compartieron ideas de juegos. La mayoría de estos eran juegos de navegador, y Adult Swim Games publicó con éxito algunos de ellos en su plataforma.
Thorson y Johnson eran frecuentados por amigos que habían hecho en línea. Durante una visita de Alec Holowka, él y Thorson participaron en una game jam local y se les ocurrió la idea de un juego de plataformas para un solo jugador basado en ascender por una torre, recolectando tesoros y dinero. Habían considerado lanzar la idea a Adult Swim Games, pero decidieron expandir la idea por su cuenta, trayendo a Johnson para ayudar. El juego se transformó en un juego de batalla multijugador, donde cada jugador intentaría derrotar a los demás disparándoles con un arco y una flecha mientras evitaba caerse de la torre. Debido a las frecuentes visitas a su apartamento, pudieron obtener feedback y mejorar el juego para convertirlo en un party game. Esto finalmente se convertiría en TowerFall, el primer juego comercial importante de Thorson.
Reconociendo el éxito potencial del título, Johnson sugirió que consiguieran una casa en Vancouver para traer a otros para ayudar, que adquirieron alrededor de octubre de 2012, llamándola la "Casa Indie" e invitando a otros colaboradores a unirse a ellos. Thorson registró Matt Makes Games como Matt Makes Games Inc. poco después, en noviembre de 2012. Más tarde, Holowka reconoció a Thorson como el principal creador de TowerFall y renunció a su participación como cocreador. Holowka permaneció en el equipo de desarrollo del juego como su compositor. TowerFall fue finalmente desarrollado como exclusivo para la consola Ouya. Tras su lanzamiento inicial en 2013, el equipo reeditó el juego en 2014 como TowerFall: Ascension para la mayoría de las otras plataformas de juego con características adicionales. TowerFall: Ascension fue elogiado críticamente y en un mes había recaudado más de US$500 000.
En agosto de 2015, Thorson y Noel Berry, otro miembro de Matt Makes Games, participaron en una game jam para PICO-8 de cuatro días cuya tema era escalar una montaña con saltos difíciles. Cuando terminó el evento, reconocieron la oportunidad de desarrollar un juego completo, formando la base de Celeste. Empezaron a desarrollar el juego a tiempo completo alrededor de enero de 2016. Celeste fue lanzado en múltiples plataformas en enero de 2018. A finales de ese año, había vendido más de 500.000 copias y recibió numerosos premios de la industria.
En 2021, tras el establecimiento de Extremely OK Games, Matt Makes Games fue renombrada a Maddy Makes Games.

### Extremely OK Games

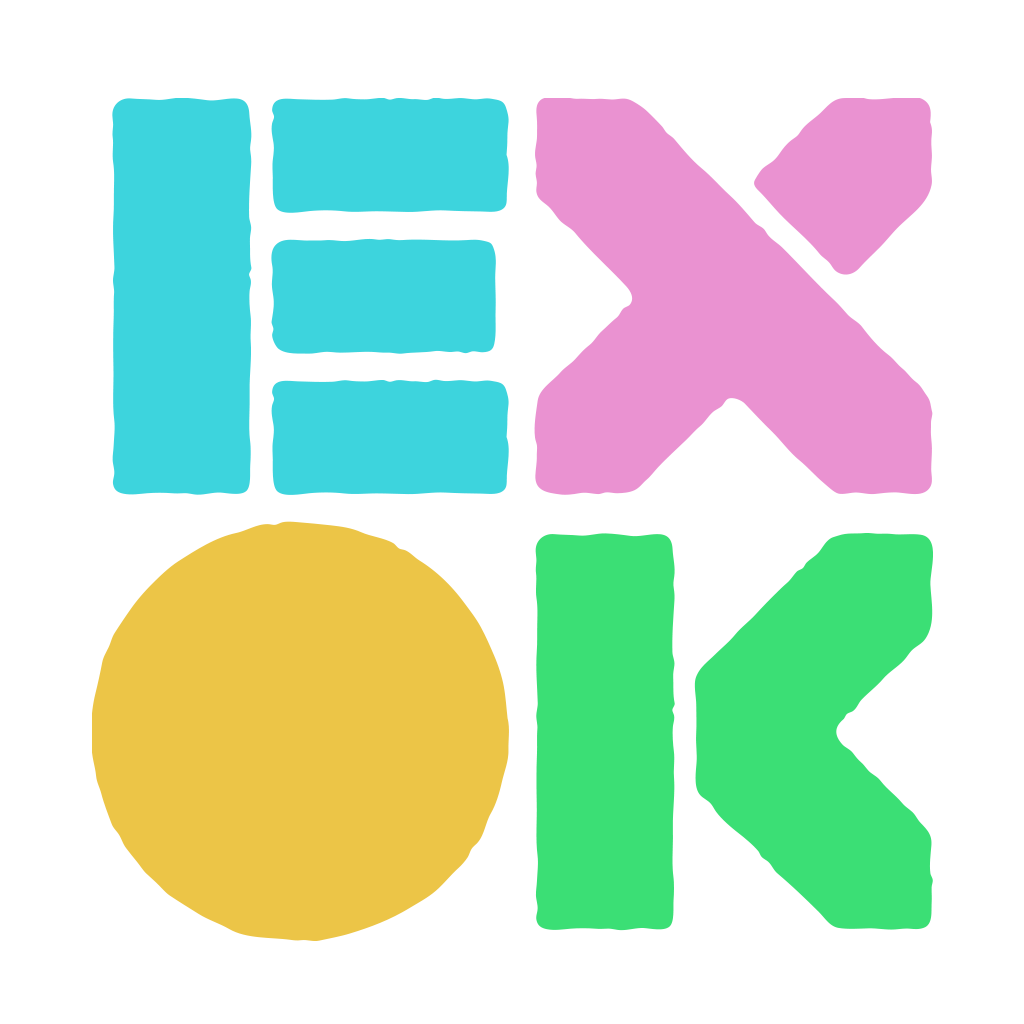
Logotipo de Extremely OK Games

El 5 de septiembre de 2019, Thorson anunció que estaban cerrando efectivamente Matt Makes Games, mientras que restablecían el mismo equipo bajo un nuevo nombre:  "Extremely OK Games" (abreviado EXOK). El propósito del cambio fue doble. Primero, el nuevo nombre reconoció que Thorson no era la única fuerza creativa detrás de los juegos y aseguró que todo el equipo fuera plenamente reconocido y compartido en la producción colectiva de la empresa. En segundo lugar, el cambio coincidió con el traslado a un nuevo conjunto de oficinas en Vancouver para albergar a todo el equipo, que anteriormente se había distribuido por todo el mundo, incluidos algunos en São Paulo. EXOK se fundó técnicamente en marzo de 2019, pero los primeros seis meses se pasaron trabajando para trasladar a estos desarrolladores internacionales a Canadá y lidiar con los requisitos de inmigración. El nombre "Extremely OK" proviene de un tuit humorístico que la gerente de operaciones Heidy Motta había visto y que deseaba a sus lectores una "tarde extremadamente OK".
Thorson declaró que TowerFall y Celeste seguirían publicando bajo Matt Makes Games, y que el equipo ya había comenzado el trabajo de exploración inicial para su próximo título, con nombre en código "EXOK-1". El hecho de que todos en EXOK trabajaran en la misma oficina hizo que el tiempo de desarrollo fuera más rápido, lo que les permitió probar varios prototipos de juegos para llegar a su próximo proyecto en seis meses.

## Legado
Thorson es parte de la lista de Forbes "30 menores de 30" para juegos en 2014 , reconociéndosele por el desarrollo de TowerFall.